# Relations entre la France et le Maroc
 (mai 2017).
Si vous disposez d'ouvrages ou d'articles de référence ou si vous connaissez des sites web de qualité traitant du thème abordé ici, merci de compléter l'article en donnant les références utiles à sa vérifiabilité et en les liant à la section « Notes et références ».
Cet article traite des relations entre la France et le Maroc. La France a une ambassade à Rabat tandis que le Maroc a une ambassade à Paris.
Les relations franco-marocaines sont anciennes: certaines sources historiques parlent de l’arrivée d’une ambassade des Idrissides au palais de Charlemagne.

## Historique

### Premiers échanges
À la suite de l'invasion de l'Espagne depuis la côte du Maroc par le commandant berbère Tariq ibn Ziyad en 711, au cours du VIIIe siècle, les armées musulmanes ont envahi le sud de la France, jusqu'à Poitiers et la vallée du Rhône jusqu'à Avignon, Lyon, Autun jusqu'au tournant de la bataille de Tours en 732.

L'empire Almoravides dans sa plus grande extension.

La France et devenu à nouveau menacée par la proximité de l'Empire Almoravides qui depuis Marrakech est en expansion aux XIe et XIIe siècles.
La dynastie des Saadiens ou Zaydanides (1509-1649, ou 1554-1636) est aussi l'époque des Échelles de Barbarie (comptoirs commerciaux européens en terre d'islam (en Afrique du Nord), dont Salé, Safi, Mogador, Agadir et Fès sont parmi les principales au Maroc.

### Les consuls et les médecins (1577-1600)

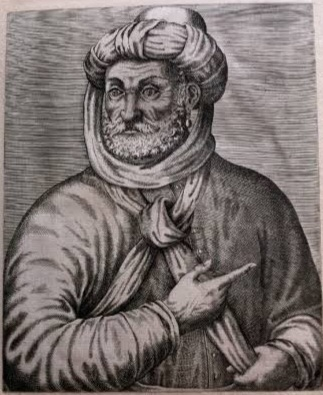
Ahmad al-Mansour (1549-1603) sultan du Maroc a eu plusieurs médecins français à sa cour.

En 1402, l'aventurier français Jean de Béthencourt a quitté La Rochelle et a navigué le long de la côte du Maroc pour conquérir les îles Canaries.
Au XVIe siècle, l'alliance franco-ottomane entre François Ier et Suleiman le Magnifique a permis de nombreux contacts entre commerçants français et pays sous influence ottomane. En 1533, François Ier a envoyé en tant qu'ambassadeur au Maroc, le colonel Pierre de Piton. Dans une lettre à François Ier datée du 13 août 1533, le sultan Wattassides de Fès, Abu al-Abbas Ahmad ben Muhammad, a accueilli les ouvertures françaises et a accordé la liberté de livraison et la protection des commerçants français.
La France a commencé à envoyer des navires au Maroc en 1555, sous le règne de Henri II, fils de François Ier. En 1577, Henri III, crée un consul à Fès, au Maroc, en envoyant Guillaume Bérard, la France  était le premier pays européen à le faire. Guillaume Bérard était médecin de profession, il  avait sauvé la vie du prince marocain Abu Marwan Abd al-Malik, lors d'une épidémie à Istanbul. Quand il s'empara du trône marocain, Abu Marwan Abd al-Malik a souhaité retenir Guillaume Bérard à son service, mais Bérard fut remplacé par Arnoult de Lisle et Étienne Hubert d'Orléans à la double position de médecin et représentant de la France auprès du Sultan. Ces contacts se sont poursuivis sous le successeur d'Abu Marwan Abd al-Malik, Ahmad al-Mansur.
Ce fut aussi un moment où l'Angleterre essayait d'établir des relations amicales, en vue d'une alliance anglo-marocaine, avec la visite d'Edmund Hogan à Abu Marwan Abd al-Malik en 1577.

### Les missions marocaines en France
La première mission marocaine en France et celle d'Ahmad ibn Qasim Al-Hajarī en 1610-11, envoyée en Europe par le sultan marocain pour obtenir réparation contre les mauvais traitements infligés aux Morisques. Peu de temps après, Ahmed el-Guezouli a visité la France en 1612-1613. Il a d'abord été avec Nasser Carta aux Pays-Bas, d'ou il a obtenu l'intercession des États généraux des Provinces-Unies  pour une visite en France; Puis en France  il s'efforçait d'obtenir la restitution de la bibliothèque de Moulay Zidane, qui avait été prise par Jean Philippe de Castelane.

### Expéditions d'Isaac de Razilly (1619-1631)

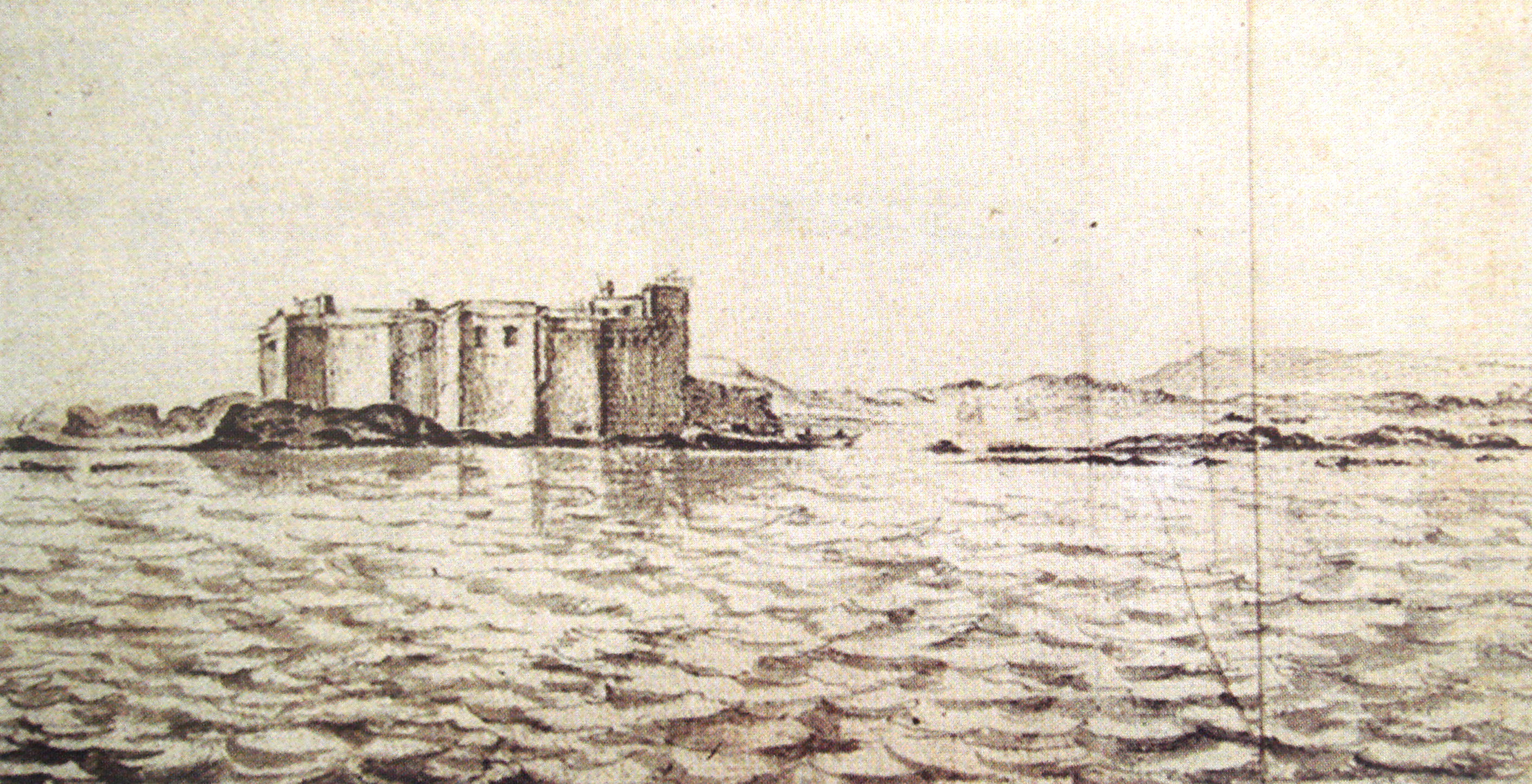
Mogador a été exploré par Isaac de Razilly.

Isaac de Razilly, accompagné de Claude du Mas, a déjà navigué au Maroc en 1619, sous les ordres de Louis XIII qui envisageait une entreprise coloniale au Maroc. Il a pu reconnaître la côte jusqu'à Mogador. Ils sont retournés en France accompagnés d'un envoyé à la personne du caid Sidi Farès, dont la mission était de ramener les livres de Moulay Zidan. En 1624, Isaac de Razilly a été chargé d'une ambassade dans le port pirate de Salé au Maroc afin de résoudre de nouveau l'affaire de la bibliothèque de Moulay Zidan. Il a été emprisonné et mis sous la chaîne avant d'être relâché, bien qu'il ait dû laisser derrière lui plusieurs captifs chrétiens . La mission de Razilly était accompagnée par les premiers Frères mineurs capucins  à s'établir au Maroc.
Armand Jean du Plessis de Richelieu et François Leclerc du Tremblay tentaient d'établir une politique coloniale, Razilly leur a suggéré d'occuper Mogador  en 1626. L'objectif était de créer une base contre le sultan de Marrakech et d'asphyxier le port de Safi. Il partit pour Salé le 20 juillet 1629 avec une flotte composée des navires Licorne, Saint-Louis, Griffon, Catherine, Hambourg, Sainte-Anne, Saint-Jean. Il a bombardé la ville de Salé et a détruit 3 navires corsaires, puis a envoyé le Griffon sous Treillebois à Mogador. Les hommes de Razilly ont vu la forteresse de Castelo Real à Mogador et ontsont descendu avec 100 hommes  du bois et des fournitures sur l'île de Mogador, avec l'accord de Richelieu. Au bout de quelques jours, le Griffon regroupa les colons et partit pour rejoindre la flotte à Salé. En 1630, Razilly a pu négocier l'achat d'esclaves français auprès des Marocains. Il rentre de nouveau au Maroc en 1631 et participe à la négociation du traité franco-marocain de 1631 avec l'aide des descendants de Samuel Pallache. Le traité donne à la France un traitement préférentiel, connu sous le nom de capitulation: tarifs préférentiels, établissement d'un consulat et liberté de religion pour les sujets français.

### Alliances

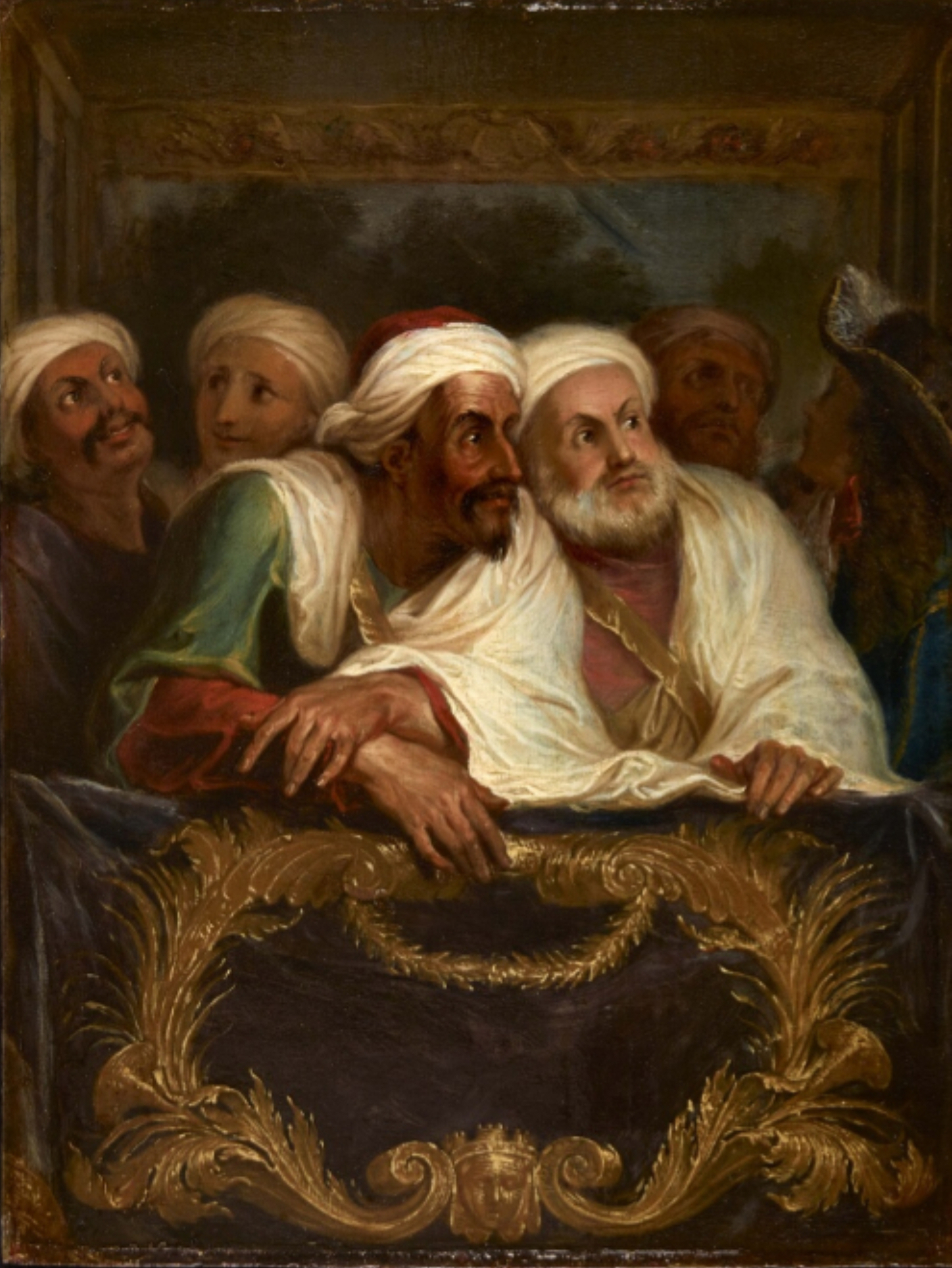
Mohammad Temim, ambassadeur du Maroc a la Comedie italienne, 1682, par Antoine Coypel.

#### Premières ambassades
Dès le XVIIe siècle, Moulay Ismaïl, qui cherchait des alliés contre l'Espagne, avait d'excellentes relations avec Louis XIV. Il a envoyé à la cour du roi-soleil l'ambassadeur  Mohammad Temim en 1682. Il y avait une coopération dans plusieurs domaines. Les officiers français ont formé l'armée marocaine et ont conseillé les Marocains dans la construction des travaux publics. Les consuls français au Maroc ont été assignés, tels que Jean-Baptiste Estelle. L'ambassadeur de France François Pidou de Saint-Olon a été envoyé par Louis XIV à Moulay Ismael en 1693 (Relation de l'Empire du Maroc, 1695). L'ambassadeur du Maroc Abdellah Benaïcha a également visité Paris en 1699.

#### Collaboration
Après la fin de la guerre de sept ans, la France a attiré l'attention sur les pirates de Barbaresque, en particulier ceux du Maroc, qui ont profité du conflit pour attaquer le transport maritime de l'Ouest. La flotte française a échoué dans l'expédition de Larache en 1765. Certains contacts se sont poursuivis au cours du XVIIIe siècle comme lorsque l'ingénieur français Théodore Cornut a conçu le nouveau port d'Essaouira pour le roi Mohammed ben Abdallah à partir de 1760. En 1767, la France a établi un traité avec le Maroc qui lui a accordé sa protection consulaire et diplomatique. Ce traité et devenu un modèle pour d'autres puissances européennes pour les années suivantes. En 1777, Mohammed ben Abdallah envoya une ambassade à Louis XVI, dirigé par Tahar Fennich et Haj Abdallah. L'ambassade a présenté comme présents 20 esclaves français précédemment capturés en Provence par les pirates de Salé, ainsi que 6 magnifiques chevaux. Les deux ambassadeurs sont restés en France pendant 6 mois. Une autre ambassade marocaine en France en 1781 a été envoyée, mais n'a pas été reconnue sous prétexte que le titre de roi de France n'avait pas été correctement rendu.

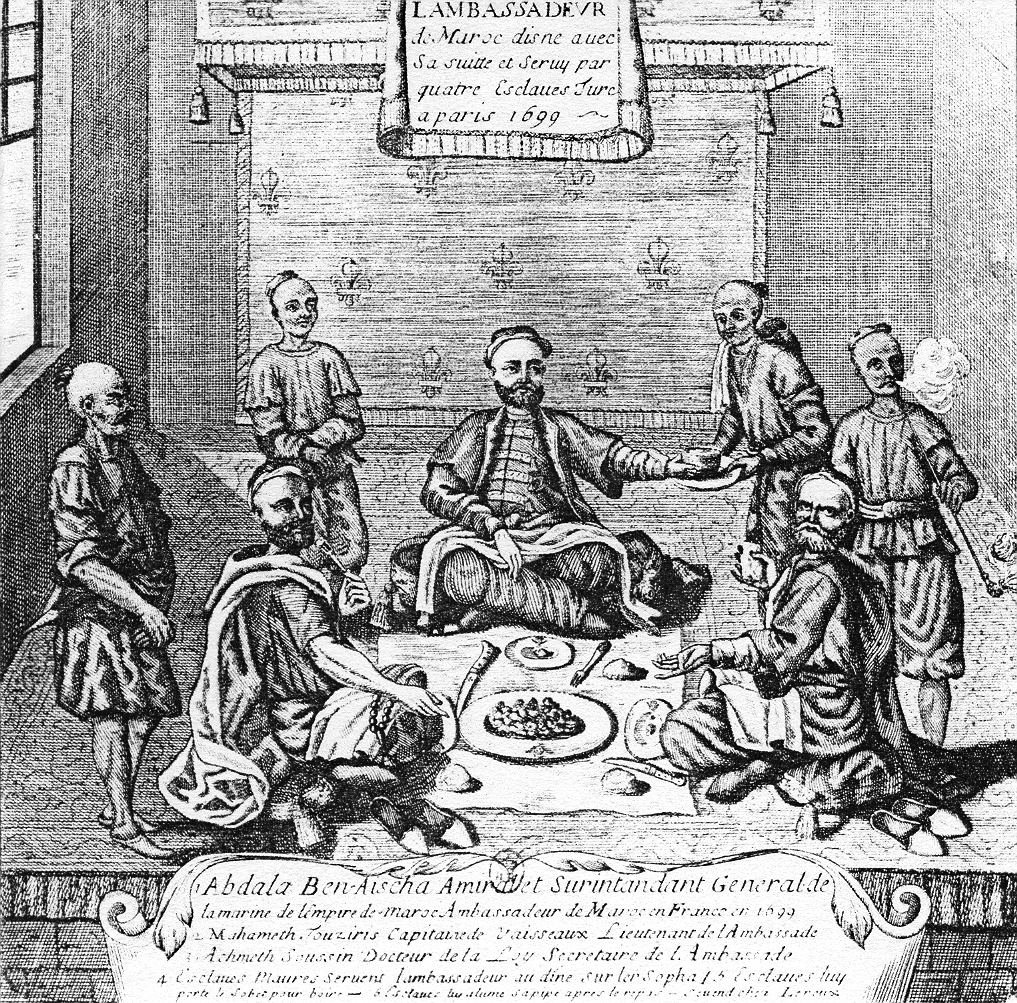
Abdellah Benaïcha à Paris en 1699.

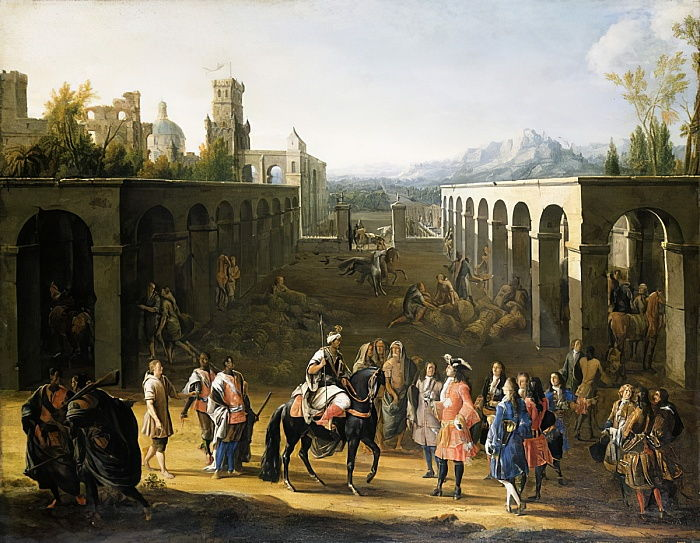
Moulay Ismail recevant l'ambassadeur de Louis XIV François Pidou de S.-Olon, 1693, peinture de Pierre-Denis Martin.

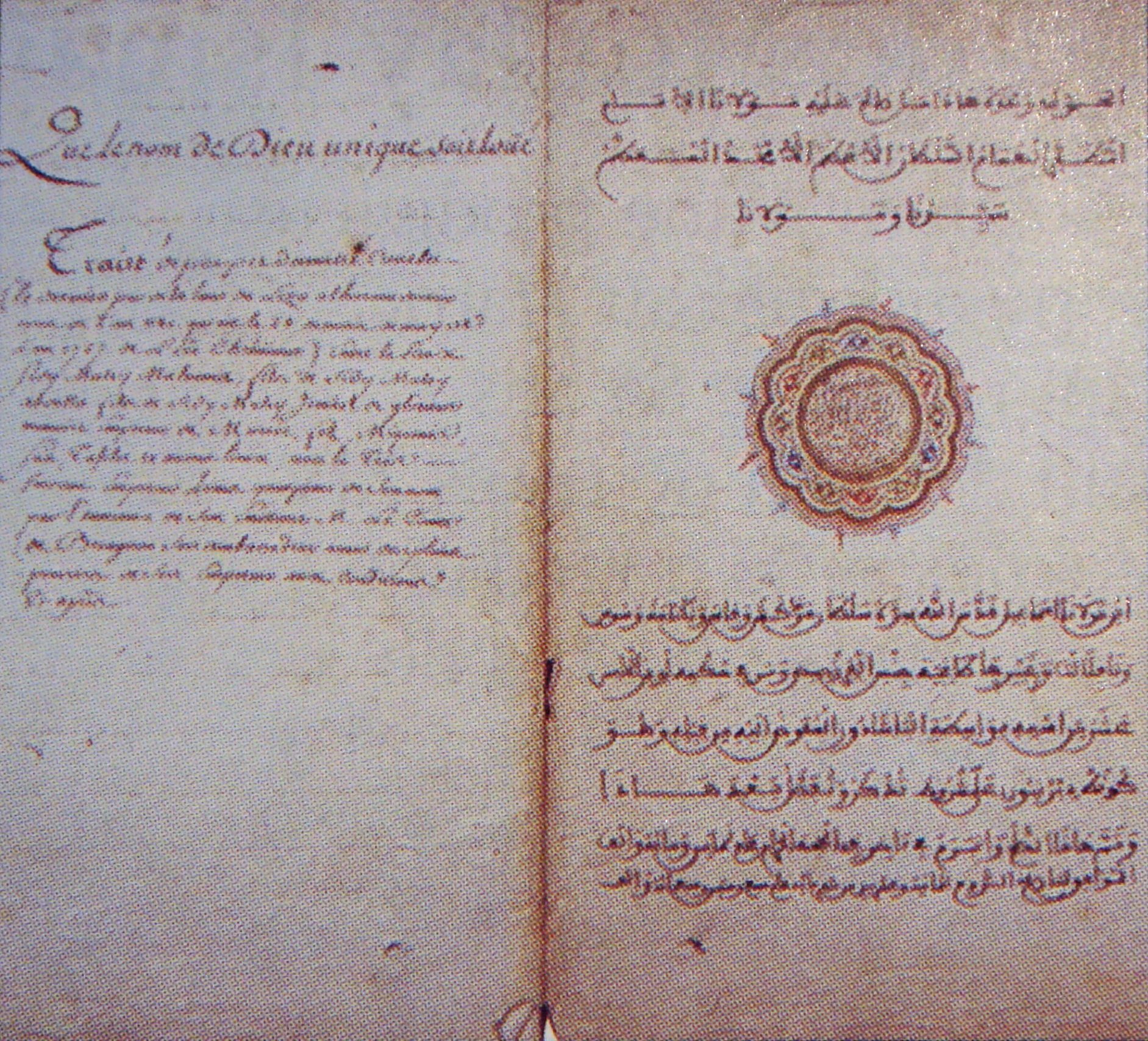
Traité commercial signé par Mohammed ben Abdallah avec la France en 1767.

### Le sultan Moulay Slimane et l'empereur Napoléon Bonaparte
En 1800, le Maroc était le seul pays musulman d'Afrique du Nord a ne pas reconnaître le califat ottomane cependant, il faisait l’objet de convoitises de la part des puissances européennes qui rêvaient chacune de s’en emparer. La France en particulier manifestait ardemment son profond désir de s’approprier l’Empire chérifien.
Dès 1808, Napoléon 1er envoya au Maroc un espion, un certain Antoine Burel, polytechnicien et officier du génie, officiellement il était un émissaire porteur d’une lettre au Sultan. Mais sa véritable mission était de rendre compte de l’état des fortifications et de la véritable force de l'armée du Sultan afin d'élaborer un plan pour la conquête du pays. Le sultan du Maroc Moulay Slimane reçut Antoine Burel, accompagné du consul de France à Tanger, et désigna son frère Moulay Abdeslam pour le représenter dans les pourparlers avec les émissaires français.
Les émissaires français firent remarquer au sultan du Maroc que la collaboration étroite avec l’Angleterre et le fait qu'il ait  permis aux troupes britanniques d’occuper l’îlot de Perjil , était « une agression manifeste et que la neutralité s’y trouvait blessée ».
Moulay Abdeslam lui répondit que le Maroc observait une neutralité absolue et ne ferait la guerre qu’à ceux qui le voudraient.
Bonaparte multiplia les bonnes manières à l’égard des sujets du sultan du Maroc. La libération des esclaves de Malte, dont beaucoup étaient Marocains, fut fort appréciée, de même que les efforts déployés pour permettre au frère du sultan de rejoindre son pays par mer à son retour de La Mecque, ainsi que  la protection spéciale accordée aux pèlerins marocains. Ces derniers emmenèrent dans leurs bagages une lettre de Bonaparte à Moulay Slimane :

« Il n’y a d’autre dieu que Dieu, et Muhammad est son prophète !
Au nom de Dieu clément et miséricordieux !
Au sultan du Maroc, serviteur de la sainte Kasbah, puissant parmi les rois et fidèle observateur de la loi du vrai prophète.
Nous profitons du retour des pèlerins pour vous écrire cette lettre et vous faire connaître que nous leur avons donné toute l’assistance qui était en nous, parce que notre intention est de faire, dans toutes les occasions, ce qui peut vous convaincre de l’estime que nous avons pour vous. Nous vous recommandons, en échange, de bien traiter tous les Français qui sont dans vos États ou que le commerce pourrait y appeler. »

### Ère industrielle

#### Première guerre franco-marocaine
Après les périodes troublées de la Révolution française et des guerres napoléoniennes, la France a de nouveau montré un fort intérêt pour le Maroc dans les années 1830, en tant que possible extension de sa sphère d'influence au Maghreb, après l'Algérie et la Tunisie. La première guerre franco-marocaine a eu lieu en 1844, apres que l’émir Abdel El-Kader y ait trouvé refuge pour combattre contre la France. Après plusieurs incidents à la frontière entre l'Algérie et le Maroc et le refus du Maroc d'abandonner son soutien à Abdel El-Kader, la France a bombardé Tanger le 6 août 1844. S'ensuivit la bataille d'Isly (14 août 1844) puis le bombardement de Mogador (15-17 août 1844). La guerre a été formellement terminée le 10 septembre avec la signature du traité de Tanger, dans lequel le Maroc a accepté d'arrêter de soutenir Abd-El-Kader et de réduire la taille de sa garnison à Oujda et d'établir une commission pour délimiter la frontière. La frontière, qui est essentiellement la frontière moderne entre le Maroc et l'Algérie, a été acceptée dans le traité de Lalla Maghnia.

#### Deuxième guerre franco-marocaine

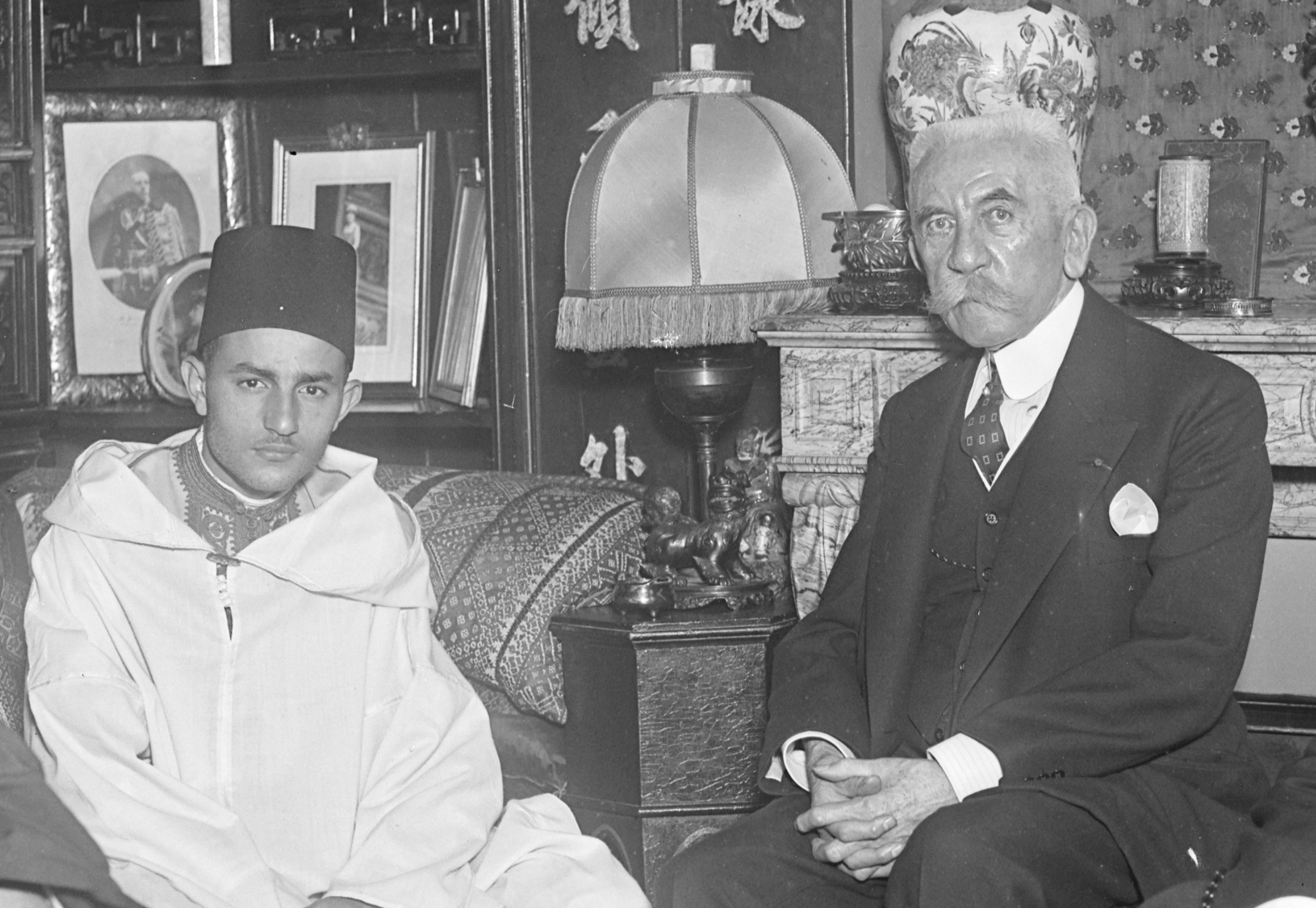
Le sultan du Maroc Mohammed V avec l'ancien résident général français Hubert Lyautey, en 1930.

Le Royaume-Uni a reconnu la « sphère d'influence » de la France au Maroc dans l'Entente cordiale de 1904. Cela a provoqué une réaction allemande, et la crise d'Agadir de 1905-1906 a été résolue lors de la conférence d'Algésiras en 1906, formant la « position spéciale » de la France et confiée à la police du Maroc conjointement en France et en Espagne. Une seconde « crise marocaine » provoquée par Berlin, a augmenté les tensions européennes , mais le traité de Fès (signé le 30 mars 1912) a fait du Maroc un protectorat de la France. D'un point de vue strictement juridique, le traité n'a pas privé le Maroc de son statut d’État souverain au niveau intérieur. Cependant, les affaires étrangères du Royaume étaient strictement contrôlées par l’autorité coloniale.

#### Retour du Maroc à la souveraineté pleine et entière, conflits avec la France
À la fin de l'année 1955, Mohammed V a négocié avec succès la restauration progressive de l'indépendance marocaine dans un cadre d'interdépendance franco-marocaine. L'indépendance est effective le 2 mars 1956.
De 1956 à 1960, Mohammed V cherche à reconstituer le Grand Maroc, projet qui englobe les territoires de colonies françaises, dont la Mauritanie, l'Algérie et le Mali. Cette politique expansionniste ne peut s'exercer qu'aux dépens de l'influence française en Afrique. Sous le gouvernement d'Abdallah Ibrahim, entre 1958 et 1960, le Maroc adhère à la Ligue arabe, participe à la fondation de l'Organisation de l'unité africaine et abandonne le franc marocain, indexé sur le cours du franc français. Pendant la guerre d'Algérie, le Maroc a accueilli des camps d'entraînement du FLN algérien ainsi que le clan d'Oujda.
En octobre 1965, Mehdi Ben Barka, leader du tiers-monde, disparaît dans des circonstances non élucidées à Paris.
Entre 1967 et 1973, une partie de la communauté juive marocaine émigre vers la France du fait des guerres israélo-arabes. En 1973, dans un contexte de tensions sociales, Hassan II nationalise les terres et les entreprises encore détenues par les colons français au Maroc.

## Période contemporaine

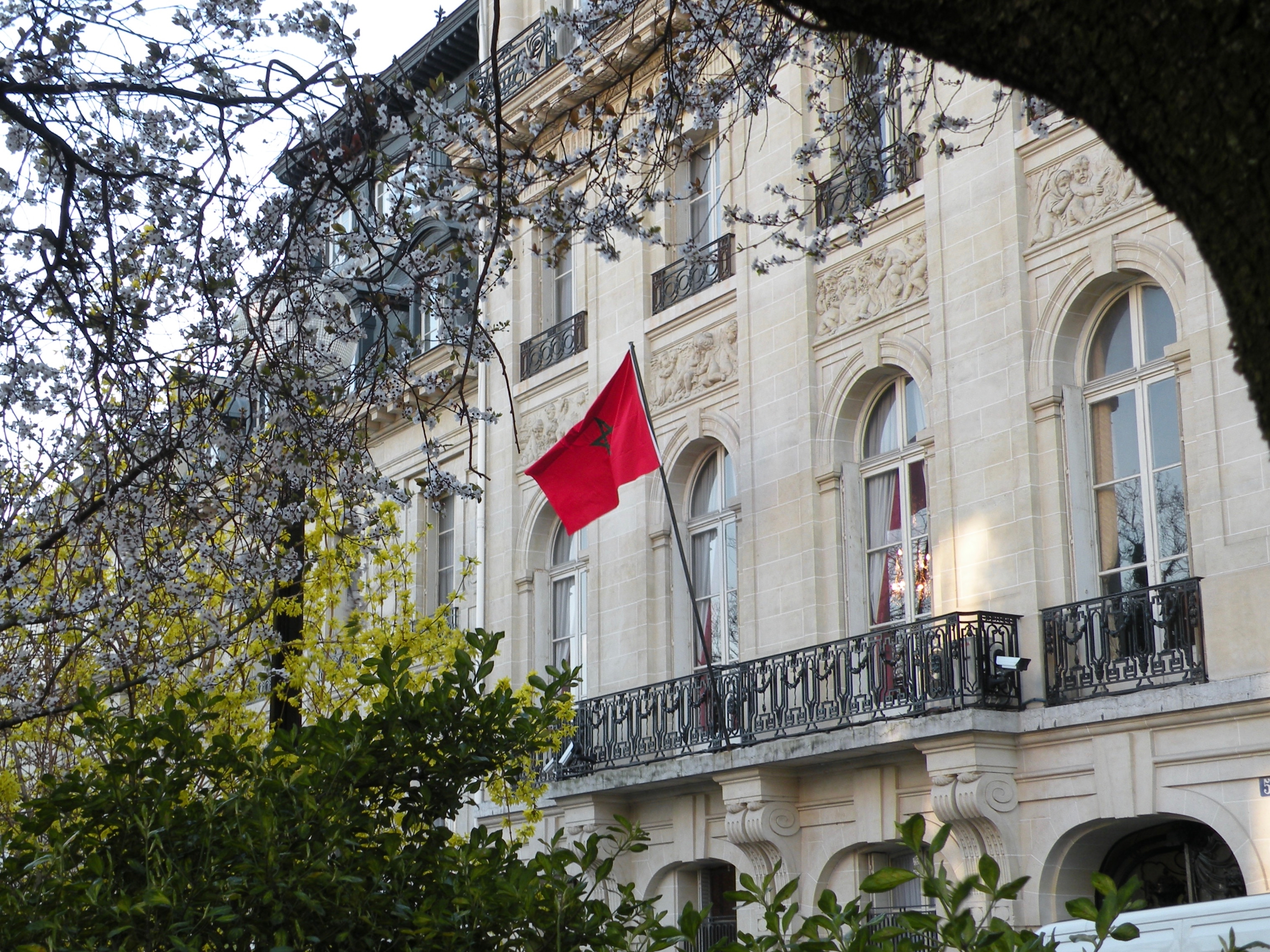
Ambassade du Maroc à Paris.

La France reste parmi les principaux partenaires commerciaux du Maroc. La France est également le principal créancier et investisseur étranger au Maroc. Les Marocains investissent également en France, alors que l'Armée royale marocaine a une bonne confiance dans les technologies aéronautiques françaises. Aujourd'hui, les relations entre la République française et le royaume du Maroc restent très amicales et se basent principalement sur le commerce et le tourisme. L'un d'eux est le fait que le roi Mohammed VI a choisi la France comme première visite d'État et le président français[Lequel ?] a rendu la faveur.
La coopération bilatérale entre Paris et Rabat voient leur zénith pendant la présidence de Jacques Chirac. Elle connaît un point bas lors de la présidence de François Hollande avec la convocation du patron de la Direction générale de la surveillance du territoire (DGST) par une juge à la suite d'une plainte d'anciens prisonniers affirmant avoir été torturés dans les geôles chérifiennes.
En 2021, après les révélations de la presse sur la surveillance de dirigeants politiques français par le logiciel espion Pegasus utilisé par le Maroc, les relations entre les deux pays connaissent un froid. Pierre Razoux de la Fondation méditerranéenne d'études stratégiques, estime que celles-ci sont un peu plus méfiantes. « Il y a une inquiétude des Marocains envers une partie de l'élite française suspectée de bienveillance vis-à-vis des frères musulmans et de l'Islam politique et de ceux jugés trop proches des milieux algériens ».
Selon le journal Le Monde, depuis plusieurs années, le sujet de l’expulsion des migrants en situation irrégulière « crispe » les autorités françaises. En septembre 2021, Emmanuel Macron décide de diviser par deux le nombre de visas délivrés pour l’Algérie et le Maroc en prenant 2020 comme année de référence, la raison étant les chiffres extrêmement bas des expulsions des ressortissants algériens et marocains. Pour ce qui concerne le Maroc, entre janvier et juillet 2021, la justice française a ordonné 3 301 obligations de quitter le territoire français dont seulement 80 ont été effectives, soit un peu plus de 2.4 %. Quelques jours après, le ministre des affaires étrangères, Nasser Bourita, déplore une décision « injustifiée » estimant que la décision française ne reflétait pas « la réalité de la coopération consulaire entre les deux pays en matière de lutte contre l’immigration illégale ». En 2019, l’administration avait délivré 346 000 visas aux Marocains pour un motif de tourisme, professionnel, de santé ou pour étudier.
En décembre 2022, La France annonce la normalisation de la délivrance de visas en Tunisie. La France avait restreint l’octroi en provenance de Tunisie, du Maroc et de l’Algérie pour inciter ces pays à lutter davantage contre l’immigration illégale..
En février 2023, alors qu'Emmanuel Macron qualifie ses relations avec le roi Mohammed VI d’« amicales », une source officielle au sein du gouvernement marocain affirme au contraire que « les relations ne sont ni amicales ni bonnes, pas plus entre les deux gouvernements qu’entre le Palais royal et l’Élysée ». Également en février 2023, le roi Mohammed VI met fin à la mission de l'ambassadeur du Maroc en France, sans qu'un successeur ne soit désigné. En septembre 2023, le média Le360 proche du pouvoir marocain, diffuse un article, « Qui est vraiment Emmanuel Macron ? », critiquant la vie privée du président français et de ses proches. Emmanuel Macron est qualifié d'« homosexuel honteux » entretenant une relation extra-conjugale. Dans un autre article la relation entre Emmanuel Macron et le président de l’Algérie est qualifiée de « couple sadomaso ». Pour Libération il s'agit d'une « succession d’allégations non étayées sur la vie privée d’Emmanuel Macron »,.
2024, Stéphane Séjourné : la France soutient le plan d’autonomie et souligne qu’il est temps d’avancer
Le ministre français de l’Europe et des Affaires étrangères, Stéphane Séjourné, a réitéré, lundi 26 Février à Rabat, le soutien "clair et constant" de son pays au plan marocain d’autonomie dans les provinces du Sud, soulignant à cet égard qu’il est temps pour la France d’avancer sur cette question.
La France a été le premier pays à soutenir le plan d'autonomie en 2007, a tenu à souligner M. Séjourné, qui s’exprimait lors d’une conférence de presse conjointe avec le ministre des Affaires étrangères, de la Coopération africaine et des Marocains résidant à l’étranger, Nasser Bourita, à l’issue de leurs entretiens, ajoutant que "dans la continuité logique de cet engagement, il est temps d’avancer".
Au-delà des positions politiques, la France avance par des actions concrètes, a-t-il dit. "La France veut aussi avancer en prenant en compte les intérêts et les besoins" en présence, notamment dans les domaines éducatif et culturel, a-t-il noté, faisant observer qu’il existe deux écoles françaises à Dakhla et Laâyoune. Il a précisé que l'Institut français a récemment déployé, en étroite collaboration avec les partenaires locaux, un centre culturel itinérant à Laâyoune, Boujdour et Dakhla qui rencontre un vif succès.
M. Séjourné a fait remarquer que la France veut également avancer en favorisant le développement économique et social dans les provinces du Sud du Royaume notamment.
"La France accompagnera le développement de cette région en appui aux efforts du Maroc dans les différents domaines", a-t-il conclu, tout en rappelant que le Maroc a beaucoup investi dans des projets de développement au bénéfice des populations locales et en matière de formation, d'énergies renouvelables, de tourisme et d'économie bleue liée aux ressources aquatiques,,,.
2024 : Samira Sitail a présenté, jeudi 29 Février 2024 lors d’une cérémonie au Palais de l’Élysée, ses lettres de créance au Président de la République française, Emmanuel Macron, en tant qu’ambassadeure Plénipotentiaire et Extraordinaire du Roi auprès de la République française.
Elle avait été nommée le 30 novembre dernier, par le Roi Mohammed VI, ambassadeure du Maroc à Paris,,,.
Le 15 mars 2024, le directeur général de la police nationale française, Frédéric Veaux, a salué lors d'un appel téléphonique avec son homologue, Abdellatif Hammouchi, directeur général de la Sûreté nationale et de la surveillance du territoire national, le niveau d'excellence de la coopération bilatérale entre le Maroc et la France dans le domaine de la sécurité. Cela fait suite au succès des autorités de sécurité marocaines dans l'arrestation de Félix Banquier, chef d'une faction de la mafia française, classé parmi les criminels les plus recherchés par la justice française, pour son implication dans plusieurs crimes liés au trafic de drogue et au blanchiment d'argent provenant d'activités criminelles organisées,,.
Le 30 juillet 2024, le Cabinet Royal a indiqué dans un communiqué que le roi Mohammed VI a reçu un message du président français Emmanuel Macron, qui coïncide avec la commémoration du 25e anniversaire de la Fête du Trône, dont il annonce officiellement qu'il considère que le présent et l’avenir du Sahara occidental s’inscrivent dans le cadre de la souveraineté marocaine. ajoutant que le plan d'autonomie sous souveraineté marocaine proposé par le Maroc en 2007 est clair et constant , et affirme que ce plan constitue désormais la seule base pour aboutir à une solution politique, juste, durable et négociée, conformément aux résolutions du Conseil de sécurité des Nations unies,,,. Ainsi, la France reconnaît pleinement la souveraineté Marocaine dans le Sahara occidental.
Du 28 au 30 octobre 2024 a eu lieu la visite d’État d’Emmanuel Macron au Maroc marquant un renouveau dans les relations entre les deux pays, après trois années de tensions diplomatiques. Cette visite, qui se fait sur invitation du roi Mohammed VI, vise à consolider un partenariat stratégique autour de questions bilatérales et régionales. Elle intervient après le soutien récent de la France à un plan d’autonomie pour le Sahara occidental, un territoire en conflit entre le Maroc et les indépendantistes du Front Polisario, soutenus par l'Algérie. La France a réaffirmé cette position en juillet, estimant qu’elle représente la meilleure solution pour résoudre le conflit, un soutien qui a été bien accueilli par Rabat mais qui suscite des tensions avec l’Algérie.

« Pour la France, le présent et l'avenir de ce territoire s'inscrivent dans le cadre de la souveraineté marocaine. »

— Emmanuel Macron, au Parlement marocain le 29 octobre 2024
Des accords économiques importants ont également été signés, notamment dans les domaines de l’énergie et des transports. Les entreprises françaises, comme TotalEnergies et Alstom, s'engagent dans des projets d’énergie renouvelable et de modernisation des infrastructures ferroviaires marocaines. Le programme inclut aussi des discussions autour de la coopération en matière d'immigration, visant à améliorer la gestion des migrations entre les deux pays.
C'est aussi qu'en avril 2025, le ministre Délégué auprès du Chef du Gouvernement Marocain, chargé de l’Administration de la Défense Nationale, a présidé, à Rabat,  la cérémonie de signature de l’Accord de coopération en matière d’hydrographie, d’océanographie et de cartographie marine conclu avec le ministère de la Défense de la République Française. à l'issue de cet accord, Le Maroc prend désormais la responsabilité de la production et de la diffusion des cartes marines couvrant ses eaux territoriales, jusque-là assurée par le Service hydrographique et océanographique de la marine française (Shom). Ce transfert de compétence a été officialisé par la signature dudit accord entre Christophe Lecourtier, ambassadeur de France au Maroc agissant au nom du ministère des Armées, et Abdellatif Loudiyi précité, marque l’aboutissement d’un processus d’accompagnement initié en 2008 entre le Shom et la Division d’Hydrographie, d’Océanographie et de Cartographie (DHOC), rattachée à la Marine Royale marocaine. Durant cette période, le (Shom) a formé des spécialistes marocains à son école de Brest, apporté une assistance technique, et soutenu la mise en service du bâtiment hydrographique marocain Dar El Beida, construit par le chantier naval Piriou à Concarneau et opérationnel depuis 2018. Au total, 18 cartes électroniques et 17 cartes papier ont été co-produites entre 2009 et 2024. Mais Avec cet accord, la Division d’Hydrographie, d’Océanographie et de Cartographie (DHOC) devient responsable de la production et de la diffusion des cartes marines dans les eaux sous juridiction marocaine,,,.

## Études
En 2019, avec 43 000 personnes, les Marocains forment la première communauté d’étudiants étrangers en France, devant les Chinois.

## Relations économiques
En 2020, la France est le deuxième partenaire commercial du Maroc. Depuis 2012 le solde bilatéral est déficitaire pour la France. De 2012 à 2019, les importations en provenance du Maroc ont augmenté de 70,5 % tandis que les exportations françaises vers le Maroc n’ont progressé que de 18,3 %. Le solde bilatéral est ainsi passé d’un excédent de 753 M EUR à un déficit de 816 M EUR pour Paris. Cette tendance s'explique notamment par la montée en puissance de l’industrie automobile marocaine. La France est le deuxième fournisseur du Maroc, détenant 12,2 % des parts de marché derrière l’Espagne (15,6 %). Le Maroc est de son côté le 19e partenaire commercial de la France en 2018 et premier partenaire africain, représentant environ 1 % du total de son commerce extérieur.
En 2012, est inaugurée l'usine Renault-Nissan Tanger, située dans la commune de Melloussa près de Tanger, par le roi du Maroc Mohammed VI, en présence du P-DG du groupe Renault, Carlos Ghosn.
Avec 10,8 milliards d'euros en 2019, la France est, en stock, le premier investisseur étranger du Maroc, étant à l'origine de 35 % de son stock total d'investissements directs étrangers (IDE). Le secteur bancaire et assurantiel est le premier récipiendaire d’IDE français. Ils représentent 41,5 % du stock, suivi par le secteur immobilier (22,3 %). L’industrie manufacturière se situe au troisième rang avec 16,7 % des IDE français en stock, essentiellement dans l’industrie alimentaire.
Plus de 950 filiales d'entreprises françaises sont recensées au Maroc, qui est de cette façon la première destination des investissements français sur le continent africain (19 % du stock total des IDE français en Afrique en 2017).
Le Maroc est également le premier pays d’origine des transferts financiers de la diaspora marocaine et du tourisme, ce qui fait de l’hexagone le principal pourvoyeur de devises du Maroc. En 2019, les transferts financiers des Marocains résidant en France (MRE) ont atteint 2,3 milliards d'euros, soit 35,2 % du total des transferts reçus à ce titre par le Maroc. Le tourisme provenant de France constitue habituellement le premier contingent de touristes étrangers. En 2019, avec 4,2 millions d’arrivées (soit 33 % du total des arrivées), leurs dépenses se sont élevées à plus de 2 milliards de dirhams marocains.
Le Maroc est le premier bénéficiaire des financements de l’Agence française de développement (AFD) dans le monde, avec une exposition de 2,4 milliards d'euros au 30 juin 2020.
Revêtant une symbolique importante, la visite de Macron au Maroc, le 28 octobre 2024, visant à entériner le rapprochement entre le Maroc et la France, à la suite de la reconnaissance par l’Élysée de la marocanité du Sahara. Sur le plan économique, les retombées seraient d’autant importantes pour les liens entre les deux pays, qui ont continué à croître même en période de froid. En 2023, alors que les tensions entre le Maroc la France s’accentuaient sur fond de crise des visas, les échanges commerciaux se poursuivaient à un rythme soutenu pour totaliser 14,1 milliards d’euros (MM €), soit +5 % par rapport à 2022. En dix ans, les échanges commerciaux entre le Maroc et la France ont doublé, avec la France étant la première destination des exportations automobiles marocaines. Par ailleurs, dans un contexte de montée en puissance de l’industrie marocaine, le royaume a pu accroître de 112 % ses exportations globales vers l’Hexagone. Les exportations françaises vers le Maroc ont également progressé depuis 2021. En 2023, la France a réalisé 9,1 % de ses ventes auprès du Maroc, qui se sont élevées alors à 6,7 MM €, tirées par les ventes de céréales et de blé, mais aussi des matériels de transport (24 % en 2023) incluant des pièces automobiles.
C'est dans ce sillage que s'inscrit la signature du renouvellement de la concession de service public de Business France en faveur de la Chambre française de commerce et d'industrie du Maroc. Ainsi, pour accélérer la dynamique économique, la Team France Export sera reconduite pour deux ans (2024-2026) et ce en vue de renforcer les investissements entre Paris et Rabat. Cette étape témoigne de la confiance placée dans la CFCIM, qui aura pour mission de « développer les flux d'affaires entre le Maroc et la France », indique un communiqué de presse de l'organisme, en soulignant qu'une attention particulière sera accordée aux PME, « véritable richesse de la relation bilatérale ».
Au-delà des échanges commerciaux, les transferts financiers de la diaspora marocaine et les recettes touristiques en provenance de France jouent un rôle important. En 2022, les Marocains résidant en France ont envoyé 3,3 milliards d’euros vers leur pays d’origine, tandis que les touristes français ont généré près de 3 milliards d’euros de recettes. Ces flux financiers, importants pour l’économie marocaine, constituent un soutien conséquent. Par ailleurs, l’Agence Française de Développement (AFD) reste un acteur incontournable de la coopération bilatérale,,,.
En 2024, les échanges commerciaux entre la France et le Maroc ont progressé de 0,9 %, soutenus par une augmentation des exportations françaises, particulièrement marquées par une croissance de 13,1 % des exportations vers le Maroc. Cette dynamique commerciale s'inscrit dans un contexte de rapprochement politique, avec la reconnaissance par la France de la souveraineté du Maroc sur le Sahara. Les exportations françaises ont atteint 7,4 milliards d'euros, tandis que les importations en provenance du Maroc sont restées stables. Ce développement a permis un léger excédent commercial pour la France, contrastant avec le déficit de l'année précédente. Parallèlement, les relations commerciales de la France avec d'autres pays du Maghreb et d'Afrique ont également progressé, bien que les échanges avec l'Afrique restent déficitaires. L'amélioration des relations franco-marocaines illustre un partenariat économique renforcé, qui pourrait se solidifier davantage à l'avenir.

## Coopération sécuritaire
Le directeur général du pôle DGSN-DGST, Abdellatif Hammouchi, a effectué, du 26 au 28 juin 2024, une visite de travail en France, au cours de laquelle il a discuté avec ses homologues français de diverses questions d'intérêt commun en matière de sécurité, notamment la lutte contre le terrorisme et la criminalité transnationale organisée,.
À l'issue de cette visite, M. Hammouchi a été décoré la Médaille d'honneur d'or de la Police nationale française, en reconnaissance de ses efforts en faveur de la consolidation et du développement de la coopération sécuritaire commune,.
Le 24 juin 2025, un plan d’action sécuritaire commun a été signé à Rabat par le directeur général du pôle DGSN-DGST Abdellatif Hammouchi et son homologue français Louis Laugier, directeur général  de la  police nationale, érigeant  une feuille de route visant à consolider la coopération bilatérale entre les deux pays en matière de lutte contre la criminalité transnationale organisée,,.   
À l’issue de cette rencontre, le gouvernement français a décoré  Abdellatif Hammouchi de l’insigne d’Officier de la Légion d’Honneur, en reconnaissance de ses efforts en faveur  de la consolidation sécuritaire commune,,.
- Dans le cadre de la coopération bilatérale pour lutter contre le terrorisme et l’extrémisme, le bureau central d'investigation judiciaire (BCIJ) a interpellé, le 27 juin 2025 à Rabat; sur la base des renseignements fournis par la direction générale de la surveillance du territoire (DGST) et en coordination avec les services de renseignement français; une jeune femme de 21 ans, affilée à Daech, soupçonnée de préparer un attentat terroriste d’extrême gravité, dans le mesure où elle était engagée dans une phase active de préparation, en acquérant des compétences dans le domaine des explosifs et de préparation de poisons et en se procurant du matériel,  dans l’intention  de cibler un lieu de culte à ladite ville[52],[53],[54],[55].

- En vertu de la coopération bilatéral entre les deux pays  dans le domaine sécuritaire, les éléments de la préfecture de police de Marrakech ont procédé, Le 08 Juillet 2025,  à l’interpellation d’un français d’origine algérienne, ayant fait l'objet d’un mandat d’arrêt international émis à son encontre par les autorités judiciaires françaises, pour son appartenance présumée à un réseau criminel de trafic international de drogue[56],[57],[58].

- Grace a une coopération sécuritaire renforcée, les éléments de la préfecture de police de Casablanca ont procédé, Le 15 juillet 2025, à l’interpellation d’un ressortissant français âgé de 42 ans faisant l’objet d’un mandat d’arrêt international émis par les autorités judiciaires françaises pour l’exécution d’un jugement judiciaire le condamnant dans une affaire pénale de blanchiment d’argent et de lien avec un réseau international de trafic de drogue[59],[60],[61].